# Bristol (miasto w Vermont)
Bristol – miasto w Stanach Zjednoczonych, w stanie Vermont, w hrabstwie Addison.